# Ломидзе, Шалва Николаевич
Шалва Николаевич Ломидзе (1912 год, Сигнахский уезд, Тифлисская губерния, Российская империя — дата смерти неизвестна) — агроном колхоза «Шрома» Лагодехского района Грузинской ССР. Герой Социалистического Труда (1949).

## Биография
Родился в 1912 году в крестьянской семье в одном из сельских населённых пунктов Сигнахского уезда. Окончил местную сельскую школу. Получил сельскохозяйственное образование и трудился агрономом в Лагодехском районе. В послевоенные годы — агроном колхоза «Шрома» Лагодехского района.
Применял передовые агротехнические методы при выращивании табака в колхозе «Шрома» Лагодехского района. Благодаря его деятельности колхоз в 1948 году сдал государству в среднем с каждого гектара по 30,8 центнеров табака сорта «Трапезонд» на площади 28,3 гектара. Указом Президиума Верховного Совета СССР от 3 мая 1949 года удостоен звания Героя Социалистического Труда «за получение высоких урожаев кукурузы и табака в 1948 году» с вручением ордена Ленина и золотой медали «Серп и Молот».
Этим же Указом званием Героя Социалистического Труда были награждены четыре табаковода колхоза (в том числе бригадиры Илья Константинович Апакидзе, Николай Иванович Заврашвили, Илья Бессарионович Натрошвили (лишён звания в 1962 году)).